# Verhanglijn
De verhanglijn, het waterspiegelverhang of lengteprofiel, die in een rivier optreedt is het verloop van de waterspiegel in lengterichting van de rivier. Voor een gegeven rivier kunnen de mogelijk optredende verhanglijnen worden bepaald. Dit gebeurt door de vergelijking van Bresse op te lossen, rekening te houden met randvoorwaarden zoals instroom in een reservoir. Afhankelijk van de helling van de rivier, dat die sterk is of zwak, zijn er telkens vier mogelijke verhanglijnen.
De verhanglijnen worden theoretisch bepaald met de vergelijking van Bélanger. De vergelijking van Bélanger drukt namelijk het behoud van impuls uit en hiermee kan men bepalen waar er al dan niet een watersprong optreedt. Een watersprong is de overgang van superkritische stroming naar subkritische stroming, hierbij treedt er plotseling een sprong in de hoogte van de waterspiegel op.

## Zwakke helling

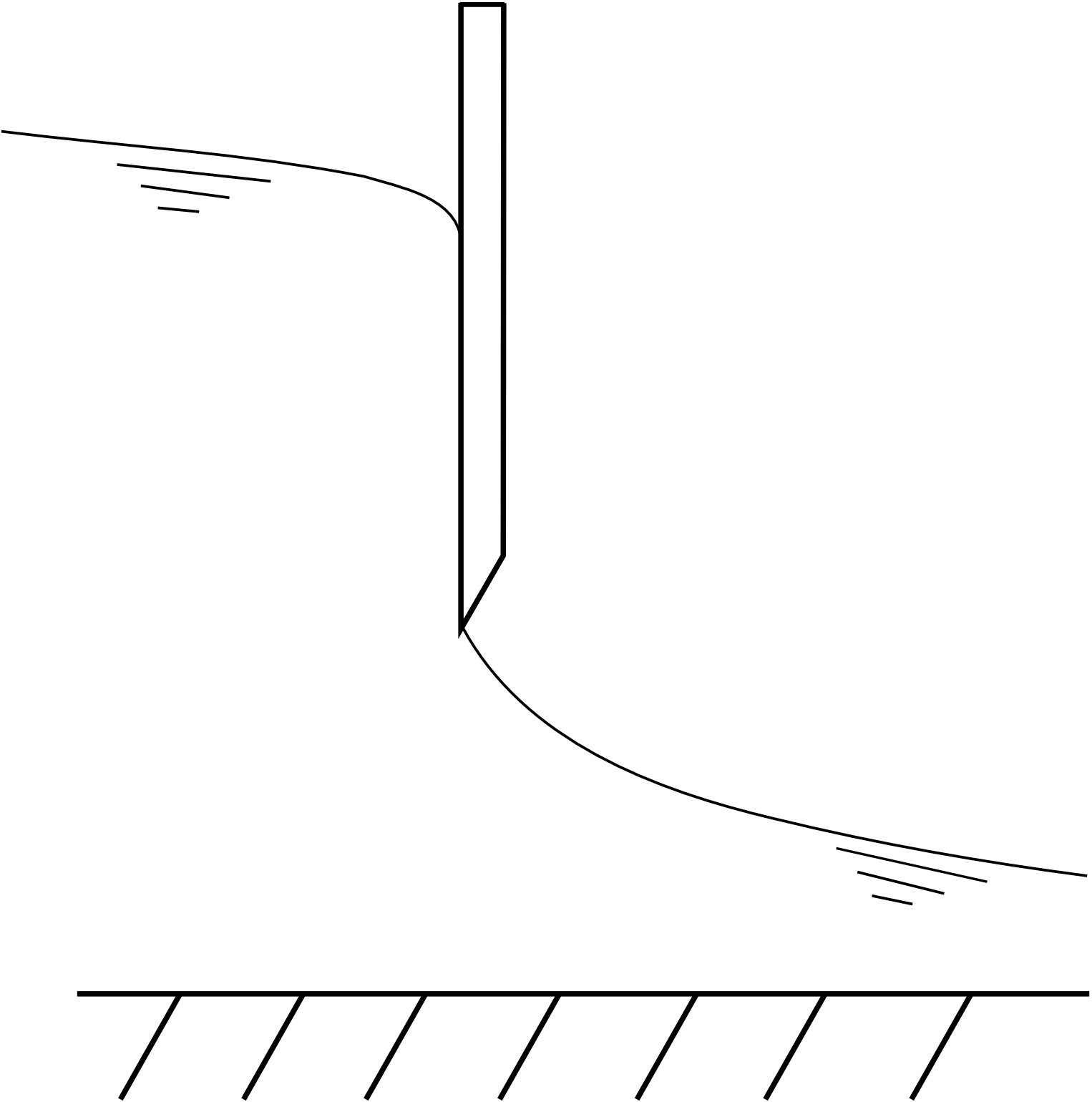
Deze schuif forceert een opwaarts bepaalde verhanglijn.

De meeste bevaarbare rivieren en kanalen hebben een zwakke helling, het scheepstransport over een te sterke helling zou een te hoog vermogen vragen. Op deze rivieren kunnen vier verschillende verhanglijnen voorkomen, de meeste eigenschappen ervan kunnen uit de onderstaande figuur worden afgelezen:
- A1
- A2
- A3
- Au

De A3-verhanglijn is de enige verhanglijn die opwaarts is bepaald, bijvoorbeeld doordat het water onder een schuif door moet lopen. De beginhoogte van de andere drie wordt afwaarts bepaald, bijvoorbeeld wanneer water uit een waterbekken komt, zoals uit een meer of van een andere rivier.
Wanneer de A2 en A3-verhanglijnen de kritische hoogte HK bereiken, staat de verhanglijn theoretisch loodrecht op de kritische hoogte. Dit geldt alleen theoretisch, het betekent in de praktijk dat de verhanglijn daar doodloopt en een nieuwe verhanglijn begint.